# Senatskanzlei (Hamburg)

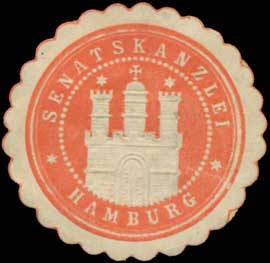
Siegelmarke der Senatskanzlei

Die Senatskanzlei ist die Staatskanzlei des Ersten Bürgermeisters und Präsidenten des Senates in Hamburg. Sie ist als Teil der Landesregierung eine oberste Landesbehörde, welche außerdem administrative Aufgaben und Stabsfunktionen für den Ersten Bürgermeister als Regierungschef wahrnimmt, der im Stadtstaat Hamburg den Status eines Ministerpräsidenten hat. Sitz der Senatskanzlei ist das historische Rathausgebäude in der Hamburger Innenstadt.

## Leitung

### Chef der Senatskanzlei
Auf Vorschlag des Ersten Bürgermeisters beruft der Senat einen Staatsrat, auch Senatssyndicus genannt, welcher als politischer Beamter und Chef der Senatskanzlei mit der Leitung der Behörde sowie in Personalunion mit der Führung des Personalamtes betraut ist. Seit Oktober 2018 fungiert Jan Pörksen (SPD) als Chef der Senatskanzlei.

### Staatsrat für Bund, Europa und Auswärtiges
Ferner ist ein weiterer Staatsrat als Bevollmächtigter beim Bund, bei der Europäischen Union und für auswärtige Angelegenheiten tätig. Dieses Amt übt seit Mai 2024 Liv Assmann aus.

## Organisation und Aufgaben

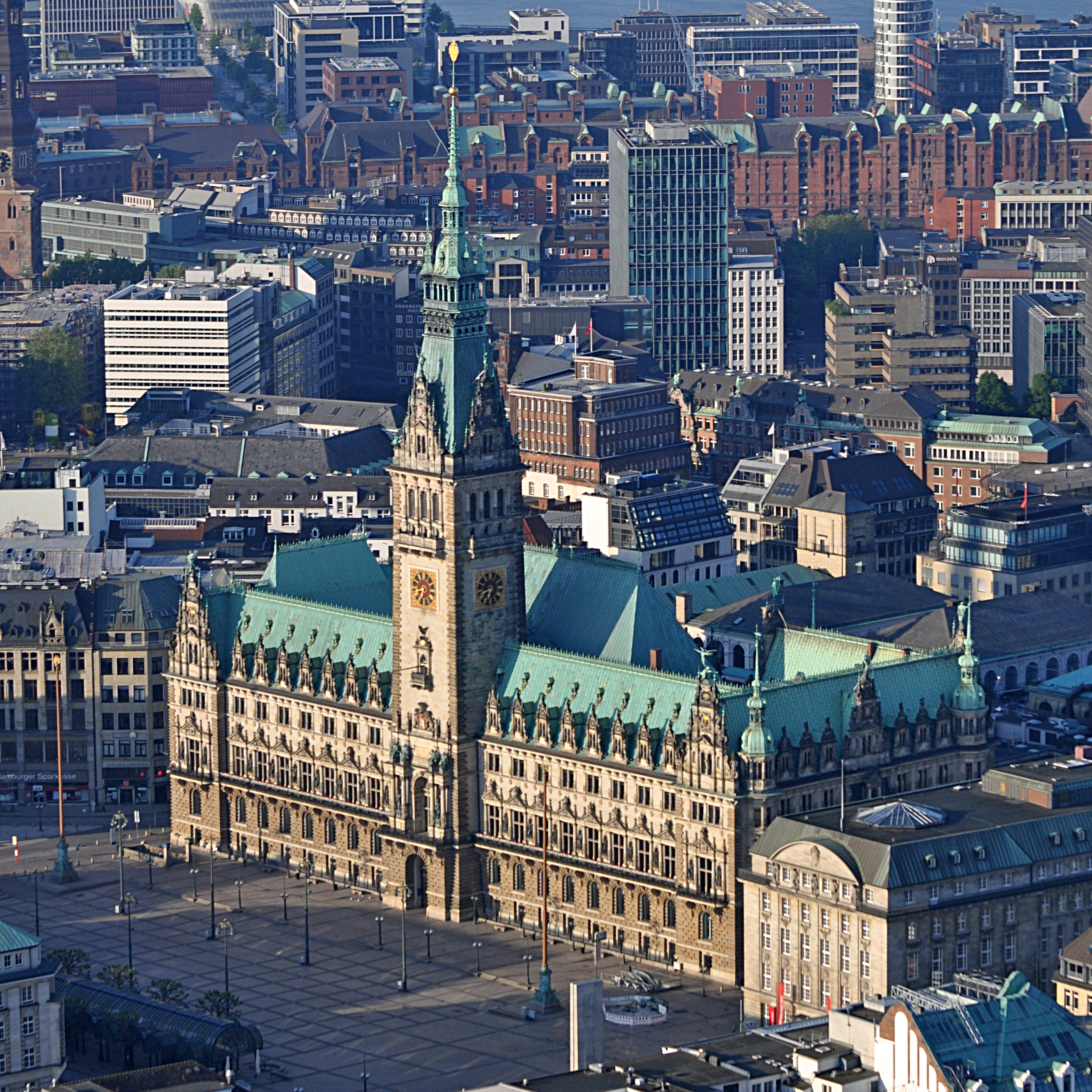
Sitz der Senatskanzlei: Das Hamburger Rathaus

Die Senatskanzlei arbeitet für den Senat und den Ersten Bürgermeister. Sie ist aufgeteilt in vier organisatorische Haupteinheiten, sogenannte Ämter: Staatsamt mit Landesvertretungen in Berlin und Brüssel, Pressestelle, Amt für IT und Digitalisierung sowie Planungsstab mit der Geschäftsstelle des Senats. Hinzu kommt das Büro des Ersten Bürgermeisters, das als eigenständige Einheit der Senatskanzlei unmittelbar dem Ersten Bürgermeister zugeordnet ist und daher für ihn als Arbeitsstab und Sekretariat sowie als Schnittstelle und Sprachrohr fungiert.

### Planungsstab und Ressortkoordinierung
Als Schaltstelle der Regierungspolitik betreut die Senatskanzlei über den Planungsstab die Arbeit des Senats als Kollegium aller Senatoren und koordiniert die Abstimmung zwischen den einzelnen Senatsressorts (Behörden). Sie unterstützt zudem den Ersten Bürgermeister als Regierungsoberhaupt bei seinen Amtsgeschäften. Die Senatskanzlei plant dabei federführend das Regierungsprogramm, setzt die politischen Richtlinien des Bürgermeisters um und übernimmt die Investitionsplanung. Sie ist außerdem zuständig für die Organisation und Durchführung von Veranstaltungen des Senats im Rathaus sowie für Staatsbesuche und protokollarische Angelegenheiten.

### Pressestelle und Öffentlichkeitsarbeit
Zu den Aufgaben der Senatskanzlei gehört ferner die Öffentlichkeitsarbeit für Bürgermeister und Senat durch die Senatspressestelle. Das Amt unter der Leitung des Senats- beziehungsweise Regierungssprechers fungiert als Ansprechpartner für Journalisten. Für den Senat formuliert und veröffentlicht die Pressestelle insbesondere die allgemeinen und politischen Erklärungen und ist zudem redaktionell gesamtverantwortlich für den staatlichen Teil des Internetangebots der Freien und Hansestadt Hamburg unter hamburg.de. Sie organisiert ferner Ausstellungen und Pressekonferenzen.
Bis ins Jahr 2017 betreute die Senatskanzlei mit der Integration des Amtes Medien darüber hinaus auch alle Themen der Medienpolitik und war verantwortlich für Angelegenheiten des öffentlich-rechtlichen Rundfunks sowie für die Medien-, IT- und Werbewirtschaft. Im Zuge der Berufung des bisherigen Medien-Staatsrats Carsten Brosda zum Hamburger Kultursenator wechselte diese Zuständigkeit im April 2017 zur Kulturbehörde.

### Internationale Beziehungen sowie Bundes- und Europa-Angelegenheiten
Die Senatskanzlei verantwortet die Verwaltung der Hamburger Landesvertretung in Berlin und das „Hanse-Office“ in Brüssel, das gemeinsam mit Schleswig-Holstein geführt wird. Über die Landesvertretung nimmt das Land Hamburg Einfluss auf die Bundespolitik, vertritt seine Interessen und wirkt über den Bundesrat wie alle Länder an der nationalen Gesetzgebung mit. Vergleichbare Aufgaben übernimmt auch das Hanse-Office in Brüssel, welches als Schnittstelle zwischen Norddeutschland und den Brüsseler EU-Institutionen dient und über aktuelle Themen der Europapolitik informiert. So sollen Hamburgische Interessen bei den Entscheidungen auf europäischer Ebene in Parlament, Ministerrat und Kommission Berücksichtigung finden. Gleichzeitig organisiert die Senatskanzlei von Hamburg aus die Mitwirkung an der EU-Gesetzgebung über den EU-Ausschuss des deutschen Bundesrates sowie über den Ausschuss der Regionen. Außerdem zeigt sich das Staatsamt der Senatskanzlei für die allgemeinen internationalen Beziehungen Hamburgs auf bilateraler Ebene verantwortlich.
Zuständig für diese Aufgaben ist die Bevollmächtigte beim Bund, bei der EU und für auswärtige Angelegenheiten, Staatsrätin Liv Assmann.